# Pimpinella cnidioides
Pimpinella cnidioides là một loài thực vật có hoa trong họ Hoa tán. Loài này được H. Pearson ex H. Wolff miêu tả khoa học đầu tiên năm 1929.